# AG Ruhr-Lippe-Eisenbahnen
| Haltepunkt / Haltestelle Streckenanfang (Strecke außer Betrieb) | 0,0  | Hamm (Westf) Stadt              | Hamm (Westf) Stadt              |
| Kopfbahnhof Strecke bis hier außer Betrieb                      | 0,6  | Hamm (Westf) RLE                | Hamm (Westf) RLE                |
| Abzweig geradeaus und nach rechts                               |      | zur Übergabe                    | zur Übergabe                    |
| ehemaliger Bahnhof                                              | 2,4  | Hamm Süd                        | Hamm Süd                        |
| Abzweig ehemals geradeaus und nach links                        |      | nach Lippborg                   | nach Lippborg                   |
| Haltepunkt / Haltestelle (Strecke außer Betrieb)                | 4,0  | Berge                           | Berge                           |
| Kreuzung geradeaus oben (Strecke geradeaus außer Betrieb)       |      | Bahnstrecke Hamm–Warburg        | Bahnstrecke Hamm–Warburg        |
| Bahnhof (Strecke außer Betrieb)                                 | 6,4  | Rhynern West                    | Rhynern West                    |
| Haltepunkt / Haltestelle (Strecke außer Betrieb)                | 8,6  | Opsen                           | Opsen                           |
| Haltepunkt / Haltestelle (Strecke außer Betrieb)                | 10,3 | Kump                            | Kump                            |
| Kreuzung geradeaus oben (Strecken außer Betrieb)                |      | Bahnstrecke Dortmund Süd–Welver | Bahnstrecke Dortmund Süd–Welver |
| Bahnhof (Strecke außer Betrieb)                                 | 12,2 | Hilbeck                         | Hilbeck                         |
| Haltepunkt / Haltestelle (Strecke außer Betrieb)                | 14,3 | Budberg                         | Budberg                         |
| Bahnhof (Strecke außer Betrieb)                                 | 16,2 | Werl RLE                        | Werl RLE                        |
| Abzweig geradeaus und nach rechts (Strecke außer Betrieb)       |      | zur Übergabe                    | zur Übergabe                    |
| Kreuzung geradeaus unten (Strecke geradeaus außer Betrieb)      |      | Bahnstrecke Dortmund–Soest      | Bahnstrecke Dortmund–Soest      |
| Haltepunkt / Haltestelle (Strecke außer Betrieb)                | 18,0 | Werl Steinertor                 | Werl Steinertor                 |
| Haltepunkt / Haltestelle (Strecke außer Betrieb)                | 21,0 | Westönnen                       | Westönnen                       |
| Haltepunkt / Haltestelle (Strecke außer Betrieb)                | 22,1 | Mawicke                         | Mawicke                         |
| Abzweig geradeaus und von links (Strecke außer Betrieb)         |      | von Soest                       | von Soest                       |
| Bahnhof (Strecke außer Betrieb)                                 | 23,8 | Ostönnen                        | Ostönnen                        |
|                                                                 |      | nach Neheim-Hüsten              |                                 |

| Haltepunkt / Haltestelle Streckenanfang (Strecke außer Betrieb) | 0,0  | Hamm (Westf) Stadt       | Hamm (Westf) Stadt       |
| Kopfbahnhof Strecke bis hier außer Betrieb                      | 0,6  | Hamm (Westf) RLE         | Hamm (Westf) RLE         |
| Abzweig geradeaus und nach rechts                               |      | zur Übergabe             | zur Übergabe             |
| ehemaliger Bahnhof                                              | 2,4  | Hamm Süd                 | Hamm Süd                 |
| Abzweig geradeaus und ehemals nach rechts                       |      | nach Ostönnen            | nach Ostönnen            |
| Haltepunkt / Haltestelle                                        | 3,6  | Pilsholz                 | Pilsholz                 |
| Bahnhof                                                         | 5,9  | Mark                     | Mark                     |
| Bahnhof                                                         | 7,9  | Maximilian               | Maximilian               |
| Haltepunkt / Haltestelle                                        | 8,7  | Geithe                   | Geithe                   |
| Haltepunkt / Haltestelle                                        | 10,4 | Haaren                   | Haaren                   |
| Bahnhof                                                         | 12,4 | Uentrop                  | Uentrop                  |
| Haltepunkt / Haltestelle                                        | 14,4 | Schmehausen              | Schmehausen              |
| Haltepunkt / Haltestelle                                        | 16,1 | Vellinghausen            | Vellinghausen            |
| Haltepunkt / Haltestelle                                        | 18,4 | Bünninghausen            | Bünninghausen            |
| Kopfbahnhof Strecke ab hier außer Betrieb                       | 19,6 | Lippborg                 | Lippborg                 |
| Haltepunkt / Haltestelle (Strecke außer Betrieb)                | 20,9 | Hultrop                  | Hultrop                  |
| Haltepunkt / Haltestelle (Strecke außer Betrieb)                | 22,7 | Oesterheide              | Oesterheide              |
| Abzweig geradeaus und von links (Strecke außer Betrieb)         |      | von Hovestadt            | von Hovestadt            |
| Bahnhof (Strecke außer Betrieb)                                 | 25,5 | Oestinghausen            | Oestinghausen            |
| Haltepunkt / Haltestelle (Strecke außer Betrieb)                | 27,2 | Ellingsen                | Ellingsen                |
| Haltepunkt / Haltestelle (Strecke außer Betrieb)                | 28,4 | Lühringsen               | Lühringsen               |
| Haltepunkt / Haltestelle (Strecke außer Betrieb)                | 29,4 | Rottlinde                | Rottlinde                |
| Kreuzung geradeaus unten (Strecke geradeaus außer Betrieb)      |      | Bahnstrecke Hamm–Warburg | Bahnstrecke Hamm–Warburg |
| Bahnhof (Strecke außer Betrieb)                                 | 32,6 | Soest RLE                | Soest RLE                |

| Bahnhof (Strecke außer Betrieb)                          | 0,0 | Oestinghausen | Oestinghausen |
| Abzweig geradeaus und nach links (Strecke außer Betrieb) |     | nach Lippborg | nach Lippborg |
| Haltepunkt / Haltestelle (Strecke außer Betrieb)         | 2,1 | Niederbauer   | Niederbauer   |
| Kopfbahnhof Streckenende (Strecke außer Betrieb)         | 4,1 | Hovestadt     | Hovestadt     |

|                                                          |      | von Lippborg                         |                                      |
| Bahnhof (Strecke außer Betrieb)                          | 0,0  | Soest RLE                            | Soest RLE                            |
| Haltepunkt / Haltestelle (Strecke außer Betrieb)         | 1,5  | Soest Jakobitor                      | Soest Jakobitor                      |
| Haltepunkt / Haltestelle (Strecke außer Betrieb)         | 5,2  | Ampen                                | Ampen                                |
| Haltepunkt / Haltestelle (Strecke außer Betrieb)         | 7,1  | Röllingsen                           | Röllingsen                           |
| Abzweig geradeaus und von rechts (Strecke außer Betrieb) |      | von Hamm                             | von Hamm                             |
| Bahnhof (Strecke außer Betrieb)                          | 8,7  | Ostönnen                             | Ostönnen                             |
| Haltepunkt / Haltestelle (Strecke außer Betrieb)         | 10,5 | Sieveringen                          | Sieveringen                          |
| Haltepunkt / Haltestelle (Strecke außer Betrieb)         | 12,5 | Volbringen                           | Volbringen                           |
| Haltepunkt / Haltestelle (Strecke außer Betrieb)         | 13,8 | Oberense                             | Oberense                             |
| Haltepunkt / Haltestelle (Strecke außer Betrieb)         | 15,0 | Haar                                 | Haar                                 |
| Abzweig geradeaus und von links (Strecke außer Betrieb)  |      | von Möhnetalsperre (Sperrmauer)      | von Möhnetalsperre (Sperrmauer)      |
| Bahnhof (Strecke außer Betrieb)                          | 17,4 | Niederense                           | Niederense                           |
| Brücke über Wasserlauf (Strecke außer Betrieb)           |      | Möhne                                | Möhne                                |
| Haltepunkt / Haltestelle (Strecke außer Betrieb)         | 18,4 | Stetskopf (seit 1952)                | Stetskopf (seit 1952)                |
| Haltepunkt / Haltestelle (Strecke außer Betrieb)         | 20,2 | Aupketal (bis 1952)                  | Aupketal (bis 1952)                  |
| Haltepunkt / Haltestelle (Strecke außer Betrieb)         | 21,7 | Erlenbruch (ab 1952)                 | Erlenbruch (ab 1952)                 |
| Haltepunkt / Haltestelle (Strecke außer Betrieb)         | 22,7 | Möhnestraße                          | Möhnestraße                          |
| Bahnhof (Strecke außer Betrieb)                          | 23,2 | Neheim Stadt                         | Neheim Stadt                         |
| Haltepunkt / Haltestelle (Strecke außer Betrieb)         | 23,7 | Bahnhofstraße                        | Bahnhofstraße                        |
| Brücke über Wasserlauf (Strecke außer Betrieb)           |      | Ruhr                                 | Ruhr                                 |
| Kopfbahnhof Strecke bis hier außer Betrieb               | 25,4 | Neheim-Hüsten RLE                    | Neheim-Hüsten RLE                    |
| Abzweig geradeaus und nach rechts                        |      | Übergabe                             | Übergabe                             |
| Brücke über Wasserlauf                                   |      | Röhr                                 | Röhr                                 |
| Haltepunkt / Haltestelle                                 | 26,5 | Röhrbrücke                           | Röhrbrücke                           |
| Bahnhof                                                  | 27,1 | Hüsten Ost                           | Hüsten Ost                           |
| Abzweig geradeaus und ehemals nach rechts                |      | Anschluss Steinbruch Müschede        | Anschluss Steinbruch Müschede        |
| Brücke über Wasserlauf                                   |      | Ruhr                                 | Ruhr                                 |
| Bahnhof                                                  | 29,5 | Bruchhausen                          | Bruchhausen                          |
| Haltepunkt / Haltestelle                                 | 31,2 | Niedereimer                          | Niedereimer                          |
| Haltepunkt / Haltestelle                                 | 32,1 | Schefferei                           | Schefferei                           |
| Brücke über Wasserlauf                                   |      | Ruhr                                 | Ruhr                                 |
| Kreuzung geradeaus unten                                 |      | Hagen–Brilon über Arnsberger Viadukt | Hagen–Brilon über Arnsberger Viadukt |
| Bahnhof                                                  | 33,6 | Arnsberg Jägerbrücke                 | Arnsberg Jägerbrücke                 |
| Dienststation / Betriebs- oder Güterbahnhof              | 36,6 | Arnsberg Süd                         | Arnsberg Süd                         |
|                                                          |      | Anschluss Papierfabrik               |                                      |

| Bahnhof (Strecke außer Betrieb)                          | 0,0 | Niederense                  | Niederense                  |
| Abzweig geradeaus und nach links (Strecke außer Betrieb) |     | nach Soest                  | nach Soest                  |
| Bahnhof (Strecke außer Betrieb)                          | 4,5 | Günne                       | Günne                       |
| Kopfbahnhof Streckenende (Strecke außer Betrieb)         | 5,7 | Möhnetalsperre (Sperrmauer) | Möhnetalsperre (Sperrmauer) |

Die AG Ruhr-Lippe-Eisenbahnen (RLE) war ein Verkehrsunternehmen, das ein umfangreiches Netz von Kleinbahnstrecken und Omnibuslinien in den früheren Kreisen Arnsberg, Hamm und Soest in Westfalen betrieb. Am 24. Januar 1979 wurde die Gesellschaft in die neu gegründete Regionalverkehr Ruhr-Lippe GmbH (RLG) eingegliedert.

## Kleinbahn des Kreises Soest
Die Geschichte der späteren Ruhr-Lippe-Eisenbahnen beginnt mit Planungen in den 1890er Jahren. In dem nördlich an die Mittelgebirge anschließenden Teil der damaligen preußischen Provinz Westfalen verliefen die Staatsbahnlinien überwiegend in Ost-West-Richtung. Sie folgten den Flussläufen von Lippe, Möhne und Ruhr. Es fehlten aber Verbindungen von Nord nach Süd vor allem quer durch den Höhenzug des Haarstrangs. Weil sich die Preußische Staatsbahn nicht zu einer baldigen Erschließung der abseits der Hauptbahnen liegenden Städte und Dörfer bereit erklärte, ergriff der Landrat des Kreises Soest die Initiative und gründete eine Kleinbahn-Kommission.
Am 12. Dezember 1893 beschloss der Kreistag von Soest den Bau eigener Kleinbahnstrecken. Neben dem Kreis beteiligten sich auch die Provinz Westfalen und der preußische Staat zu je einem Drittel an den Baukosten. Auf Grund der topographischen Verhältnisse entschied man sich für die Meterspur.
Die am 1. Mai 1898 eröffnete Kreisbahn begann in Hovestadt an der Lippe und führte nach Süden über Oestinghausen zur 13 Kilometer entfernten Kreisstadt Soest an der Staatsbahnstrecke Paderborn–Soest–Hamm und –Unna. Von Soest aus wandte sich die Trasse in westlicher Richtung nach Ostönnen (9 km), wo sie nach Süden abbog und über Niederense (17 km) quer durch die Berge das Ruhrtal bei Neheim-Hüsten (25 km) erreichte. Gleichzeitig verband man durch eine acht Kilometer lange Bahn Ostönnen mit Werl an der Staatsbahn Soest–Unna. Dieses insgesamt 46 Kilometer umfassende Netz wurde im Personen- und Güterverkehr bedient.
Nun erkannte man auch beim Kreis Hamm die Bedeutung des Kleinbahnbaus. Er errichtete ebenfalls auf eigene Kosten eine schmalspurige Strecke von Hamm Stadt über Rhynern nach Werl, die dort an die Soester Kreisbahn anschloss. Sie war 16 Kilometer lang und nahm am 1. Februar 1901 den Betrieb auf. Eine weitere Strecke wurde über Uentrop und Lippborg nach Oestinghausen 1904 gelegt (Hovestadt–Soest).

## AG Ruhr-Lippe-Kleinbahnen
Zur gemeinsamen Betriebsführung und dem weiteren Ausbau des Kleinbahnnetzes gründeten die beiden Kreise Soest und Hamm am 29. Januar 1903 die Ruhr-Lippe-Kleinbahnen GmbH, an der sich auch das Amt Rhynern und die Stadt Hamm beteiligten. Dieses Unternehmen wurde bereits am 18. November 1905 in eine Aktiengesellschaft mit einem Kapital von 5,47 Millionen Mark umgewandelt. An ihr beteiligten sich nun auch Kreis und Stadt Arnsberg, danach der Provinzialverband Westfalen und später auch die Städte Neheim-Hüsten und Soest. (Im Jahr 1930 änderte der Kreis Hamm seinen Namen in Kreis Unna.)
Angesichts der wachsenden Bedeutung des Unternehmens ersetzte man ab 1. Januar 1939 den Namen AG Ruhr-Lippe-Kleinbahnen (RLK) durch AG Ruhr-Lippe-Eisenbahnen (RLE).

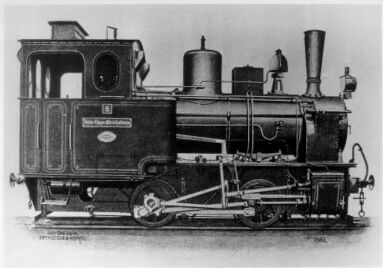
O&K B n2vt Nr. 596 von 1900 mit 1000 mm Spurweite, 125 PS, Indienststellung Dez. 1900, Lok Soest Nr. 9 der Ruhr-Lippe-Eisenbahngesellschaft, 1906 Umbau in C n2vt, 1924 ausgemustert, 1930 verschrottet

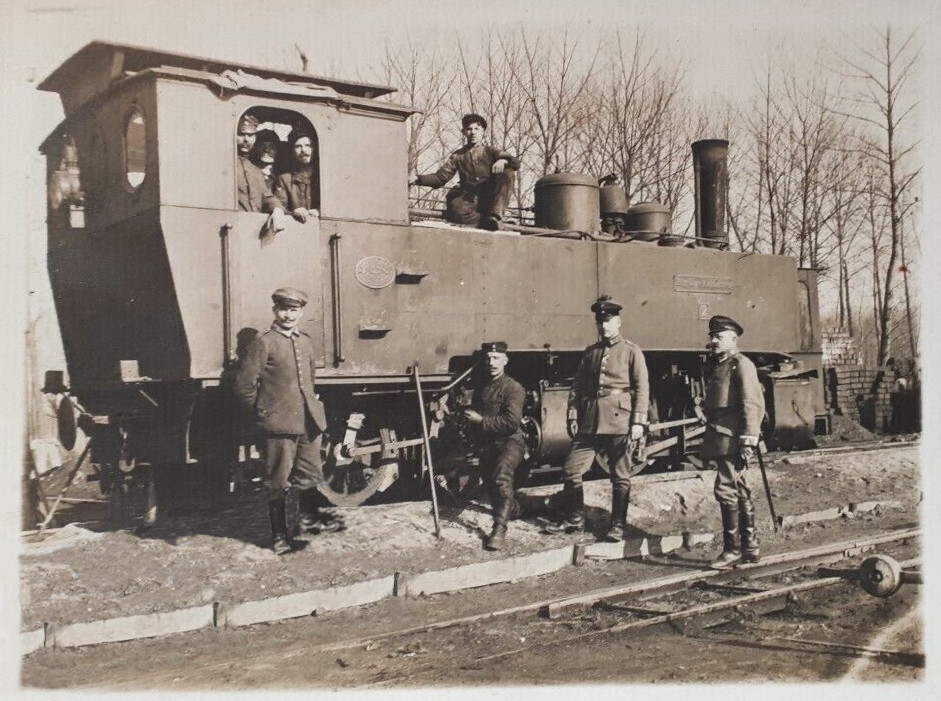
Arnold-Jung-Dampflokomotive RLK 2

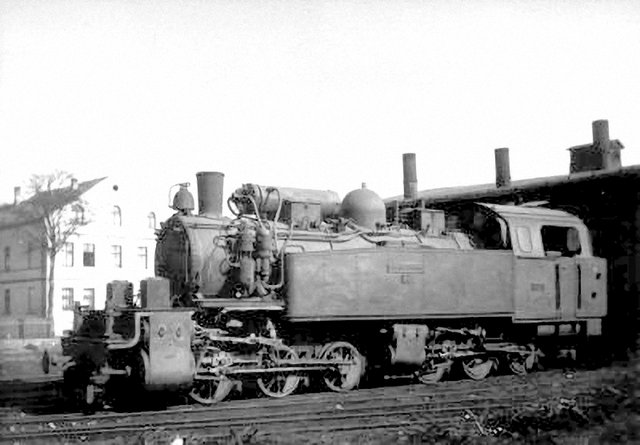
Henschel-Heeresfeldbahnlokomotive HK 14, Werks-Nr. 15161, 1917 den Ruhr-Lippe-Kleinbahnen zugeordnet und um 1925 nach Frankreich verlegt

Die Fahrzeug-Statistik für 1939 enthielt 19 Dampflokomotiven, 41 Personen-, 10 Pack- und 244 Güterwagen sowie 6 Kraftomnibusse. 1961 waren 8 Dieselloks, 4 Dieseltriebwagen mit Beiwagen, ferner 5 Personen-, 2 Pack- und 19 Güterwagen sowie 10 Rollböcke vorhanden, außerdem 34 Omnibusse mit 6 Anhängern und einige Lastkraftwagen.
Am Aktienkapital waren 1976 beteiligt:
- 35,43 % Kreis Soest
- 25,57 % Westfälische Verkehrsgesellschaft mbH
- 17,00 % Stadt Hamm
- 10,00 % Hochsauerlandkreis
- 07,00 % Stadt Arnsberg
- 05,00 % Stadt Soest

Am 16. Oktober 1978 wurde die Gesellschaft wieder in eine GmbH umgeändert und am 24. Januar 1979 in die neu gegründete Regionalverkehr Ruhr-Lippe GmbH (RLG) eingegliedert.

## Fast 100 Kilometer in zwei Spurweiten
Seit dem 1. April 1904 gab es eine 17 Kilometer lange Strecke entlang der Lippe von Hamm Süd über Uentrop–Lippborg nach Oestinghausen, so dass Hamm und Soest auf zwei Wegen miteinander verbunden waren. Dann verlängerte man am 1. Februar 1907 die Stammstrecke um acht Kilometer von Neheim-Hüsten im Ruhrtal aufwärts parallel zur Staatsbahn bis Arnsberg Jägerbrücke. Diese Trasse wurde dreischienig gebaut, weil man inzwischen erkannt hatte, dass dies für den Betrieb vorteilhafter war; auf der Meterspur mussten die Normalspurwaggons auf Rollböcken befördert werden, was vor allem bei Steigungsstrecken problematisch war.
Die letzte Strecke für Personen- und Güterverkehr wurde am 1. April 1908 im Möhnetal von Niederense, das anfangs Niederense-Himmelpforten hieß, nach Günne (5 km) in Betrieb genommen und am 1. Oktober 1910 um drei Kilometer bis zur Möhnetalsperre verlängert. 1913 wurde hier die dritte Schiene hinzugefügt und ab 1914 die Meterspur entfernt.
Inzwischen war das Gleisnetz im Jahr 1910 auf seine maximale Ausdehnung von 97 Kilometern angewachsen. Normal- und Schmalspurverkehr war von Neheim-Hüsten aus bis zur Haltestelle Möhnestraße und ab 1913 bis Niederense möglich, ferner 1913 von Hamm Stadt nach Hamm Süd und 1915 von Werl RLE nach Werl Steinertor sowie von Soest RLE nach Soest Jakobitor.
Der weitere Umbau auf Normalspur verzögerte sich durch die wirtschaftlichen Verhältnisse im Ersten Weltkrieg und danach. Die Strecke im Lippetal wurde von Hamm Süd 1927 bis Uentrop und 1940 bis Lippborg auf Normalspur umgespurt.
Das Streckennetz – ohne Anschlussbahn – blieb bis zum 3. Oktober 1953 rund 97 Kilometer lang. Davon waren nun 54 Kilometer meterspurig und 23 Kilometer normalspurig, die übrigen 20 Kilometer konnten von Fahrzeugen beider Spurweiten benutzt werden.
Eine drei Kilometer lange Anschlussbahn war am 1. April 1908 von Hüsten Ost in südlicher Richtung zum Steinbruch Müschede in Meterspur eröffnet worden. Sie erhielt 1911 eine dritte Schiene und wurde bis 1952 betrieben.
Eine weitere – normalspurige – Anschlussbahn schloss ab 3. Oktober 1960 von Arnsberg Jägerbrücke her die Papiermühle an das Schienennetz an und dient seit dem 7. März 1962 auch dem öffentlichen Güterverkehr.

## Der Personenverkehr wandert auf die Straße ab
Im Zweiten Weltkrieg erlitt das Streckennetz der RLE schwere Schäden. Besonders die Zerstörung der Möhnetalsperre am 17. Mai 1943 hatte auch auf die Bahntrasse negative Auswirkungen. Trotzdem baute man nach dem Ende der Kampfhandlungen das gesamte Schienennetz wieder auf und steigerte von Jahr zu Jahr die Verkehrsleistungen. Doch dann machten sich die negativen Einflüsse der Konkurrenz des Straßenverkehrs auch hier bemerkbar.
Zunächst musste der Personenverkehr, den man mit Hilfe von Triebwagen wirtschaftlicher gestaltet hatte, ganz auf Omnibuslinien verlagert werden. Die Einschränkungen begannen mit dem Wegfall des Zugverkehrs von Soest nach Hovestadt und Lippborg ab 18. Mai 1952 an Sonntagen und ab 3. Oktober 1953 auch an Werktagen.
Mit Beginn des Winterfahrplans am 5. Oktober 1952 endete der gesamte Personenverkehr von Soest über Ostönnen nach Niederense und Werl sowie mit Schmalspur-Fahrzeugen von Neheim-Hüsten nach Arnsberg. Von Niederense zum Möhnesee wurde ein Jahr später, ab 4. Oktober 1953 nicht mehr gefahren. Die Verbindung Niederense – Neheim-Hüsten – Arnsberg Süd wurde noch bis 31. Mai 1964 mit Normalspur-Fahrzeugen bedient.
Im nördlichen Teil des Netzes war der Personenverkehr zwischen Rhynern und Werl bereits am 18. Oktober 1959 stillgelegt worden. Von Hamm fuhren die Züge noch bis 4. März 1962 nach Rhynern, dann war auch dort der schmalspurige Personenverkehr zu Ende. Auf der Normalspur hielt er sich noch bis 27. September 1964 zwischen Hamm Stadt und Lippborg.

## Omnibusverkehr
Bereits am 9. September 1925 hatten die Ruhr-Lippe-Kleinbahnen einen Omnibusbetrieb eröffnet, der das Schienennetz ergänzte. Er umfasste 1939 zwei Stadtbus- und sieben Überlandlinien von vier beziehungsweise 66 Kilometern Länge. Im Zweiten Weltkrieg kam er zum Erliegen, wurde aber am 30. Juli 1946 erneut aufgenommen, so dass 1961 wieder sechzehn Linien von zusammen 237 Kilometern Länge befahren wurden, darunter auch die Stadtlinien in Soest und Neheim-Hüsten.

## Reduzierung des Güterverkehrs
Der Güterverkehr endete auf manchen Abschnitten gleichzeitig mit dem Personenverkehr, auf anderen blieb er länger in Betrieb und wird teilweise noch heute bedient.
Im Jahr 1952 kam die Stilllegung der Anschlussbahn Hüsten Ost–Müschede Steinbruch und ab 26. November das Ende der Schmalspurgüterzüge nach Arnsberg; jedoch wurde noch bis 15. März 1953 das HIAG-Werk Bruchhausen durch Schmalspurzüge mit Kohlen versorgt.
Ein halbes Jahr später beendete die RLE ab 4. Oktober 1953 auch den Güterverkehr von Soest nach Lippborg und Hovestadt sowie von Soest Jakobitor nach Niederense und zum Möhnesee samt der Zweigbahn Ostönnen – Werl Steiner Tor. Anschließend wurden alle Schmalspurgleise abgebaut.
Nach Ablauf der Konzession endete am 31. Juli 1959 der Restbetrieb im Stadtgebiet Soest und ab 18. Oktober 1959 auch der Gesamtverkehr Rhynern–Werl. Zwischen Hamm und Rhynern hielt sich die Güterbeförderung neben dem Personenverkehr noch bis 4. März 1962. Das Datum für die Einstellung des Gesamtverkehrs zwischen Niederense und Erlenbruch war der 31. Mai 1964 und für die anschließende Strecke bis Neheim-Hüsten der 31. Dezember 1968. Der Restbetrieb in Werl blieb noch bis 1. August 1975 erhalten.
Danach blieben noch für den Güterzugverkehr die Strecken Neheim-Hüsten–Arnsberg und Hamm–Lippborg erhalten. Im Juli 1973 wurde auf einem dreieinhalb Kilometer langen Abschnitt in Soest ein vorher von der Westfälischen Landes-Eisenbahn betriebener Restgüterverkehr übernommen. Seit Mai 1987 oblag die Zustellung der wenigen Wagenladungen bis zur Stilllegung am Jahresende 2001 jedoch der Deutschen Bundesbahn.
Die RLE hatte am 20. Dezember 1977 das Eigentum an der Bahnstrecke Neheim-Hüsten–Sundern von der AG für Verkehrswesen übernommen und führte seit Anfang 1978 den Betrieb dieser Bahn.

## Geschichte der Strecke Hamm – Lippborg
Zweck der Strecke war es, die landwirtschaftlichen Güter aus der von der Strecke berührten Region abzuführen und Industriebetriebe zu bedienen. Hier machte sich die Verwaltung der Ruhr-Lippe Kleinbahnen (RLK), wie die Gesellschaft damals hieß, große Hoffnungen auf Kohletransporte von der Zeche Maximilian in Werries, deren Abteufungsarbeiten im Jahr 1903 aufgenommen wurden.
Es stellte sich jedoch schnell heraus, dass der Transport von Massengütern im schmalspurigen Betrieb erhebliche Nachteile hatte, wie z. B. das Umladen an den Übergabebahnhöfen zur Staatsbahn. Somit fasste man frühzeitig den Plan eines Umbaus der Strecke auf Normalspur, nachdem man entsprechende Gutachten eingeholt hatte. Im Jahre 1927 konnte der Umbau des ersten Streckenteils bis Uentrop abgeschlossen werden. Der neue Weiterbau des Datteln-Hamm-Kanal bis Schmehausen ließ zeitweilig eine neue Umfahrungsstrecke durch den Geither Busch notwendig werden. Zudem war zwischenzeitlich erwogen worden, keine Kanalbrücke zu bauen und Uentrop nur noch als Stichstrecke von Schmehausen aus zu bedienen.
Die geplanten Kohletransporte in einer Größenordnung von 200.000–300.000 Tonnen pro Jahr von der Zeche Maximilian entfielen, da die Förderung wegen Wassereinbruchs eingestellt werden musste. Im Übrigen hatte die Zeche einen Normalspur-Anschluss zum Staatsbahnhof Rhynern erhalten. Ebenso unterblieb der Weiterbau des Datteln-Hamm-Kanals nach Lippstadt. Die RLK versprach sich davon einen stärkeren Güterverkehr zwischen einem Kanalhafen Hovestadt und Soest. Noch heute sind deutlich ab Vellinghausen unweit der Strecke die alten Brückenfundamente für den Kanalbau zu erkennen. Darüber hinaus sollte von Hovestadt die Zementindustrie im Raum Beckum an das Schienennetz der RLK angeschlossen werden. Auch diese Pläne kamen nicht zur Ausführung. Der Autobahnbau in den 1930er Jahren brachte dann ein verstärktes Verkehrsaufkommen, da die Kleinbahn zum Materialtransport herangezogen wurde. Als neuer Gleisanschluss sorgte das Verpflegungslager Mark der Wehrmacht für zusätzlichen Güterverkehr. Im Jahre 1940 wurde die Umspurung der Strecke bis Lippborg-Heintrop abgeschlossen, wie sie im heutigen Zustand noch vorhanden ist.
In den ersten Nachkriegsjahren erlebte der Personenverkehr durch Hamsterfahrten etc. einen kurzzeitigen Aufschwung. Die immer stärker werdende Konkurrenz des Automobils zwang die RLE (Ruhr-Lippe Eisenbahnen, wie sie sich nun nannten) bereits zu Beginn der 1950er Jahre zu erheblichen Rationalisierungsmaßnahmen. Der Betrieb auf der Strecke Hamm RLE–Soest war in Lippborg ohnehin durch den Spurwechsel und die damit verbundenen Behinderungen im Personen- und Güterverkehr stark beeinträchtigt. Übergangsmöglichkeiten für Waggons standen nicht zur Verfügung. Zusätzlich hatte diese Strecke weitere Nachteile durch die schnellere und kürzere Verbindung der Staatsbahn Hamm–Soest.
1951 befuhren zwei Zugpaare die Strecke Hamm–Lippborg. Ab Mai 1952 übernahmen überwiegend Triebwagen die Abwicklung des Personenverkehrs. Zum Oktober 1953 wurde der Schmalspurteil Lippborg–Soest eingestellt. Bis zum 27. September 1964 konnte Lippborg jedoch noch auf der Schiene mit planmäßigen Triebwagen erreicht werden. Zu diesem Zeitpunkt endete der schienengebundene Personenverkehr der RLE.
Zwei bedeutende Industrieansiedlungen haben der Strecke im Güterverkehr eine erhebliche Bedeutung zuteilwerden lassen. Anfang der 1960er Jahre begann man in Schmehausen mit dem Bau des Kohlekraftwerkes Westfalen. Ab April 1964 lief die Zuführung von Kohlenzügen zum Kraftwerk auf der RLE an. Da ein wesentlicher Teil von der Zeche Westfalen des Eschweiler Bergwerksvereins in Ahlen geliefert wurde, schuf man im selben Jahr eine direkte Verbindung über eine Kurve in Haaren von der Zechenanschlussbahn zu RLE. Der EBV setzte für diese Ganzzüge ab Ahlen seine eigenen Triebfahrzeuge ein. Bis zum Beginn der 1980er Jahre konnte gelegentlich in diesem Betriebsablauf noch eine der beiden inzwischen ausgemusterten Dampflokomotiven beobachtet werden. Der Transport der schweren Kohlezüge ab Hamm erfolgte überwiegend mit einer Diesellok der DB. Nach Stilllegung der Schachtanlage im Jahre 2002 erfolgte der Abbau des Streckenastes aus Ahlen.
Am 27. Juli 1970 erhielt die RLE einen etwa 2,2 Kilometer langen neuen Gleisanschluss zum Chemiewerk Du Pont in Uentrop, der kurz vor der Kanalbrücke in Haaren abzweigt, der weiterhin gut ausgelastet ist.
Während die Strecke bis Schmehausen heute werktäglich mehrfach befahren wird, war der Verkehr auf dem 5,2 Kilometer langen Reststück nach Lippborg-Heintrop kaum vorhanden. Die Bedienung dieses Bahnhofes mit Gütern für die dortige Bäuerliche Bezugs- und Absatzgenossenschaft wurde im Jahr 1989 eingestellt. Die drohende Stilllegung, auch wegen des schlechten Oberbau-Zustandes, konnte durch den Erwerb dieses Streckenteils von der Museumseisenbahn Hamm verhindert werden. Bis zum Jahr 2007 wurde dieser Gleiskörper einschließlich der dort vorhandenen Weichen vollständig saniert. Der Endbahnhof Lippborg-Heintrop erhielt durch den Neuaufbau eines Bahnsteiges, einer entsprechenden Beleuchtung und durch Sanierung des Umfeldes des Güterschuppens das Flair einer Nebenbahn der 1950er Jahre.
Wegen der starken Inanspruchnahme des Bereichs Hamm–Schmehausen ist der Schienenstrang kontinuierlich unterhalten und vollständig verschweißt worden. Damit eine sichere Abwicklung des Museumsbahnverkehrs gewährleistet wird, sind an allen Ein- und Aussteigehalten die alten Bahnsteige wieder reaktiviert oder neu aufgebaut worden.

## Fahrzeuge der RLE (Normalspur)

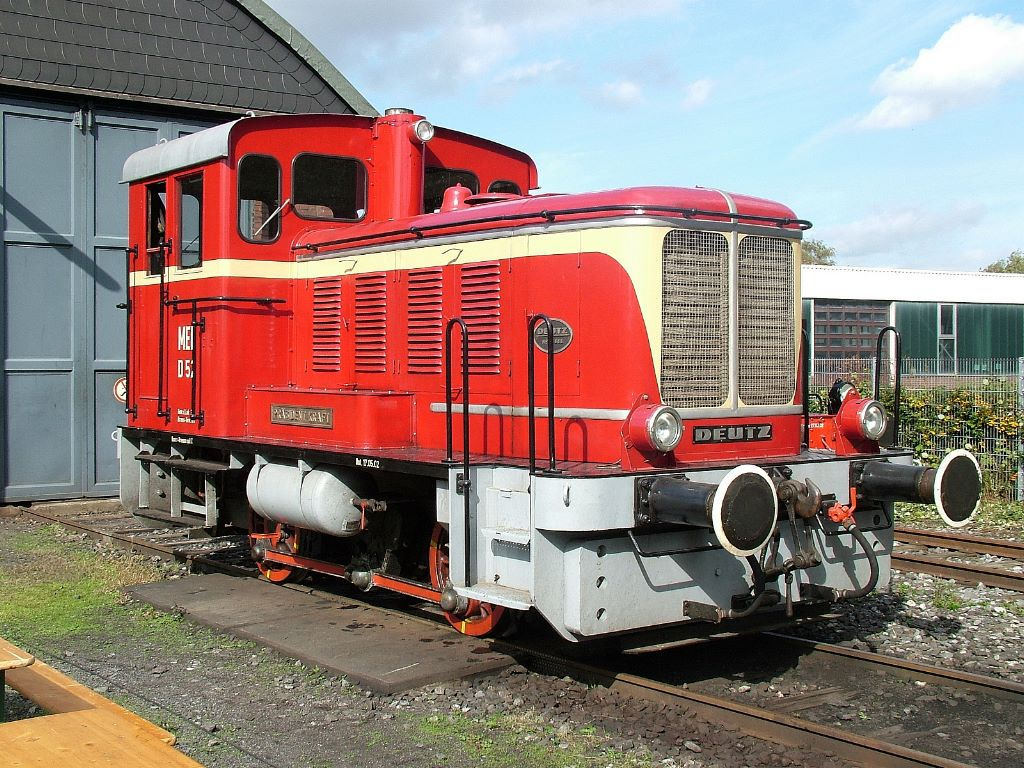
Diesellokomotive der RLE, heute bei der Museumseisenbahn Hamm

Fast ausnahmslos handelte es sich bei den Lokomotiven um den bekannten Typ T 3 – vorwiegend der ersten Ausführungen –, die die RLK von der Preußischen Staatsbahn und später der Deutschen Reichsbahn erworben hatte. Der größte Teil erreichte in seiner Betriebszeit ein beträchtliches Dienstalter von mehr als 50 Jahren. Hervorzuheben wäre hier die Lok 16 II, Cn2t Henschel 1882, die nach einer 72-jährigen Dienstzeit 1954 auf das Abstellgleis kam. Mit einer Ausnahme quittierten 1955 alle normalspurigen Dampflokomotiven den Dienst bei der RLE. Eine Lok etwas moderner Bauart (Jung 1924) beendete 1960 endgültig die Dampftraktion der RLE in Hamm. Als Ersatz beschaffte man von der Firma Deutz zweiachsige Diesellokomotiven mit Stangenantrieb. Um den stärkeren Zuglasten im Güterverkehr Rechnung zu tragen, übernahm in den 1970er Jahren eine dreiachsige Maschine ebenfalls mit Stangenantrieb die überwiegenden Zugförderungsaufgaben der RLG (Regionalverkehr Ruhr Lippe GmbH, wie die Gesellschaft jetzt firmierte). Eine von den ursprünglichen Dieselloks verblieb noch bis Anfang der 1980er Jahre als Reservelok in Hamm. Zwischenzeitlich haben generalüberholte und remotorisierte Drehgestell-Lokomotiven der Firma Deutz mit einem Leistungsvolumen von über 1200 PS in den 1990er Jahren eine vierachsige Mak-Stangen-Lok ebenfalls ersetzt.
Der Wagenpark der Kleinbahn setzte sich überwiegend aus alten Plattformwagen preußischer Normalien der Jahrhundertwende und Umbauten aus Schmalspurwagen zusammen.
Zur Erinnerung an die Zugförderung der RLE werden von der Museumseisenbahn Hamm drei der ursprünglichen Diesellokomotiven (D 52 und D 53, beide von Deutz, Gattung Bdm und die dieselelektrische Kleinlok DEL 110, Bauart Köe, Hersteller: Henschel 1938) sowie ein Güterwagen erhalten.